# Хаце, Йосип
Йосип Хаце (1879—1959) — один из первых и самых выдающихся хорватских композиторов средиземноморского стиля первой половины XX века.

## Биография
Хаце родился в Сплите (тогда — Австро-Венгерская империя, ныне — Хорватия) в семье ремесленников. Во время учёбы он был поглощен музыкой, особенно духовной музыкой и народными песнями. Вдруг обнаружив свою музыкальность, он при поддержке семьи стал посещать все спектакли в недавно открывшемся Муниципальном театре в Сплите. Большой опыт оркестровых и хоровых выступлений в театре Сплита побудил 16-летнего Хаце петь на мессе в часовне. За это время он написал «Missa a Capella» (на хорватском языке), которая была исполнена с большим успехом. Позже другие школьные хоры Далмации начали исполнять его музыкальные произведения.
Он закончил свое обучение композиции в 1902 году в консерватории имени Джоакино Россини в Пезаро у оперного композитора Пьетро Масканьи. Вернувшись домой в Сплит, он работал преподавателем хора в Центральной технической школе и был хормейстером в хоровом обществе Zvonimir.
Во время Первой мировой войны он был на фронте, вдали от дома, и не знал, что его жена Гильда умерла от испанского гриппа. Гильда имела происхождение из патрицианской семьи Марулич (родственница Марко Марулич). Впоследствии Хаце был хормейстером хорового общества Guslar. Во время Второй мировой войны Хаце стал беженцем в Эль-Шатте в Египте. Там он организовал походный хор. Хаце преподавал основы музыки своему внуку Рубену Радице, который родился в 1941 году, и впоследствии он стал профессиональным музыкантом, педагогом и композитором.
Хаце написал около 60 песен. Он написал кантаты «Night at Una» (стихи Уго Бадалича), «Exodus» (1912) и «Golemi Pan» (1917). Произведение «Golemi Pan» было написано по стихам Владимира Назора. Чувство драматизма Хаце было применено в оркестровой работе опер Возвращение (1910) и Адель и Мара(1932). Возвращение — это история хорватского крестьянина, которому пришлось уехать в чужую страну, а затем вернуться домой.
Йоcип Хаце умер в Сплите в возрасте 80 лет.

## Память
В 125-ю годовщину со дня рождения Йосипа Хаце Хорватия выпустила почтовую марку в его честь. В Сплите средняя музыкальная школа, Glazbena Škola Josipa Hatzea (Музыкальная школа Йосипа Хаце), названа в его честь, как и Hatzeov Perivoj (Парк Хаце).